# Серпуха голоногая
Серпу́ха голоно́гая (лат. Serratula aphyllopoda) — вид двудольных растений рода Серпуха (Serratula) семейства Астровые (Asteraceae). Впервые описана советским ботаником Модестом Михайловичем Ильиным в 1934 году.
Синоним — Klasea aphyllopoda (Iljin) Holub.

## Распространение и среда обитания
Известна из Казахстана, Узбекистана и Киргизии.
Встречается на скалах в нижнем поясе гор.

## Ботаническое описание
Полукустарник размером 20—30 см.
Стебли почти голые.
Листья малочисленные, черешковые, овальные, тупоконечные, зубчатые, голые.
Соцветия-корзинки одиночные, с бледно-фиолетовыми цветками.
Цветёт летом.